# Obština Car Kalojan
Obština Car Kalojan (bulharsky Община Цар Калоян) je bulharská jednotka územní samosprávy v Razgradské oblasti. Leží ve středním Bulharsku ve vysočinách Dolnodunajské nížiny. Sídlem obštiny je město Car Kalojan, kromě něj zahrnuje obština 2 vesnice. Žije zde necelých 6 tisíc stálých obyvatel.

## Sídla
Všechna sídla v obštině jsou samosprávná.
| - Car Kalojan (sídlo správy) - Ezerče - Kostandenec |

## Sousední obštiny
| Růžice kompasu |         | Vetovo              |         | Růžice kompasu |
| Růžice kompasu | Ivanovo | Sever               | Razgrad | Růžice kompasu |
| Růžice kompasu | Ivanovo | Obština Car Kalojan | Razgrad | Růžice kompasu |
| Růžice kompasu | Ivanovo | Jih                 | Razgrad | Růžice kompasu |
| Růžice kompasu | Opaka   | Popovo              |         | Růžice kompasu |

## Obyvatelstvo
V obštině žije 5 667 stálých obyvatel a včetně přechodně hlášených obyvatel 8 057. Podle sčítáni 1. února 2011 bylo národnostní složení následující:
- Turci: 4 302 (71.8 %)
- Bulhaři: 1 652 (27.6 %)
- Romové: 6 (0.1 %)
- ostatní: 31 (0.5 %)